# Jämtlands landsjämnadsting
Jämtlands landsjämnadsting eller Landsjämnadstinget, ibland även benämnt Jämtlands (gamla) landsting, var det landsting som var verksam i landskapet Jämtland mellan 1645 och 1862. Här beslutade Jämtlands länsstyrelse och ombud från Jämtlands alla socknar om frågor som gällde landskapet, främst infrastruktur. Landsjämnadstinget hölls på Frösön och samlades efter beslut från landshövdingen.

## Landsjämning
Landsjämning var den kontantersättning som betalades till de som skjutsade sockenombuden (ledamöterna) till landstinget.

## Historia
I samband med att Jämtland blev svenskt vid Freden i Brömsebro 1645 överfördes delar av ansvaret från Jämtlands urgamla allting, Jamtamot, till det svenska landsjämnadstinget.
Under det Skånska kriget och i inledningen av Återerövringen av Jämtland 1677 sammankallade Carl Larson Sparre Jämtlands landsjämnadsting där han sökte stöd för att försvara Sverige (och Jämtland) från norska trupper. Jämtarna lovade att bistå honom med hästar, båtar och manskap. När de väl skulle överlämna det de utlovat upptäckte Sparre att alla jämtar i närområdet hade gömt sina båtar, tagit med sig sina hästar och flytt till skogs för att bistå norrmännens försök i att återerövra Jämtland.
Vid åren 1841 och 1842 höll landsjämnadstinget på att bli ett bihang till Länsstyrelsen i Jämtlands län (som bildades 1810) genom ett förslag som innebar att länsstyrelsen skulle övertaga kontrollen över landsjämnadstinget,  ansvaret över broar, färjor med mera. Det vållade protester i tinget och Lars Olofson i Tullus (Nils Larson i Tullus fader) övertalade de övriga ledamöterna i tinget att sluta upp bakom ett förslag som innebar att tinget skulle skötas av fyra fullmäktige utsedda av tingets ledamöter. Förslaget gick igenom och landstinget förblev självständigt.
År 1857 höll landstinget en extrasession. Landssekreteraren Anders Jakob Thomée (som S/S Thomée är döpt efter) lade då fram ett förslag om att hela Jämtland skulle hjälpa till med att finansiera en kommunikationsled tvärs genom Jämtland från Tröndelag till Västernorrland. Förslaget fick brett stöd och även landshövding Jacob Axel Dahlström var positiv och man anslog medel till kommunikationsleder.
Just det beslutet användes av riksdagsmannen och bondeståndets siste talman, jämten Nils Larson i Tullus, när han argumenterade för ett inrättande av landsting i hela Sverige. År 1858 tillsattes en kommitté för att utreda frågan och Larson var den ende från bondeståndet som deltog i kommittén som bestod av fem män. Han var även den enda som själv suttit i ett landsting, Larson hade blivit invald till Jämtlands landsjämnadsting redan 1846. År 1862 trädde ett beslut i kraft och landsting skapades runt om i landet. Jämtlands landsjämnadstings budgetbeslut från 1862 låg som grund till det budgetbeslut som togs 1863, med den enda skillnaden att nu var även sockenombud från Härjedalen delaktiga. Jämtlands läns landsting är således det enda i Sverige som kan härröras tusen år tillbaka.